# 本田NSX
本田NSX在北美市場名為Acura NSX，是日本汽车制造商本田打造的中置引擎超級跑車，採全鋁輕量化車身的一代車型在1990~2005年间生产，加入渦輪與電動馬達強化動力的二代車型於2016~2022年间量产。

## 第一代车型的研发过程

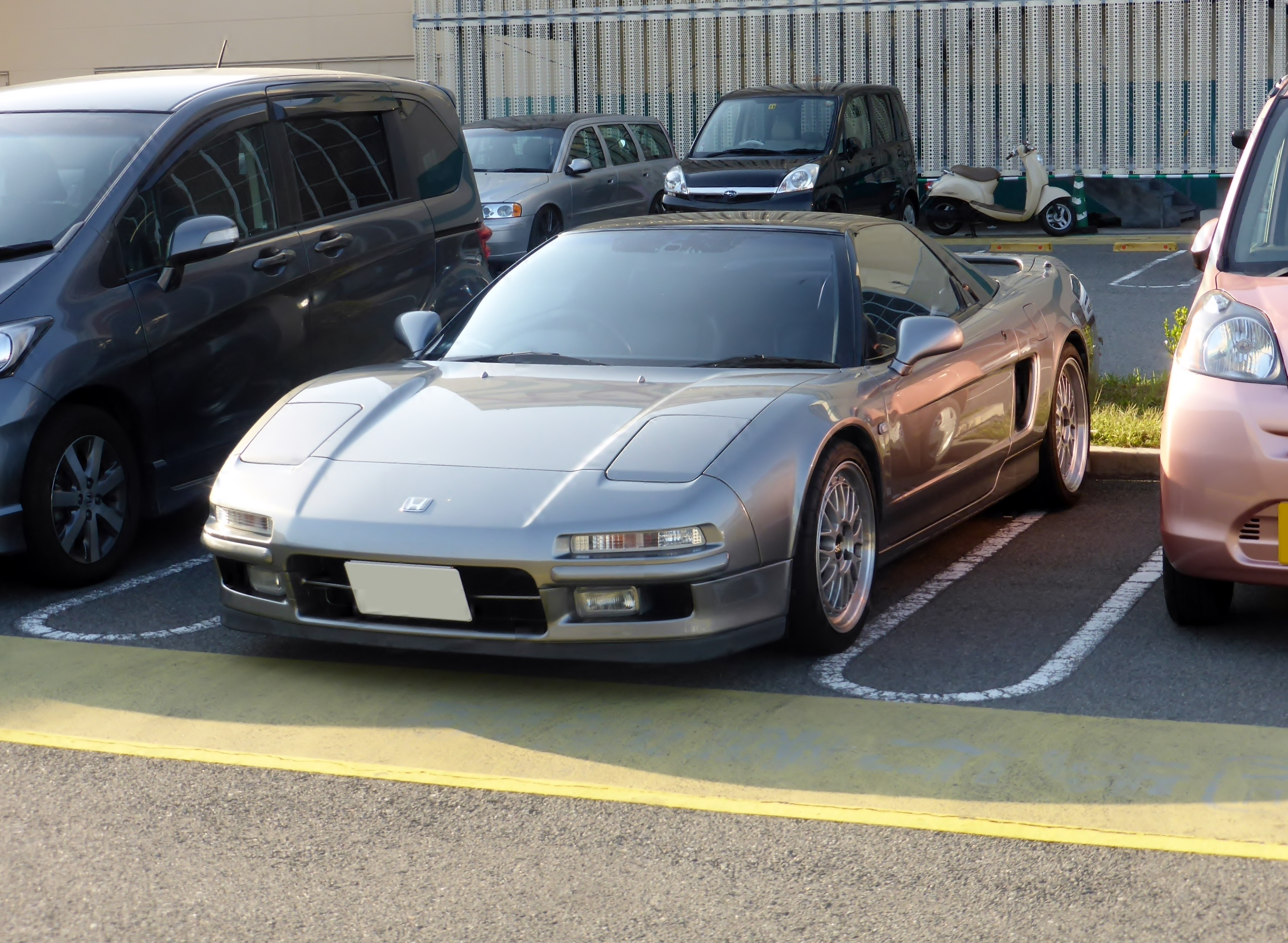
本田NSX前期款式（代号NA1）

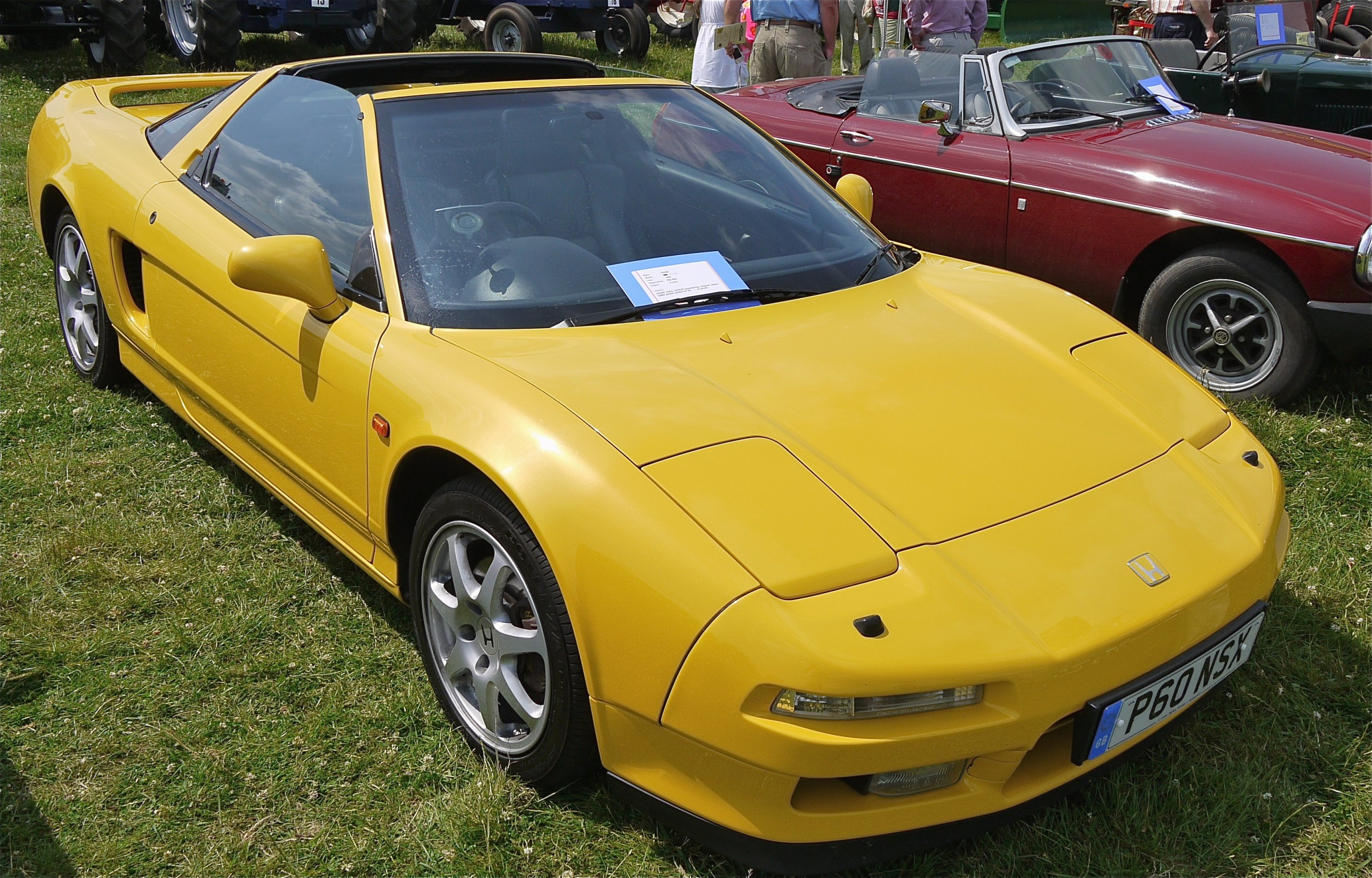
本田NSX Targa款式（代号NA1）

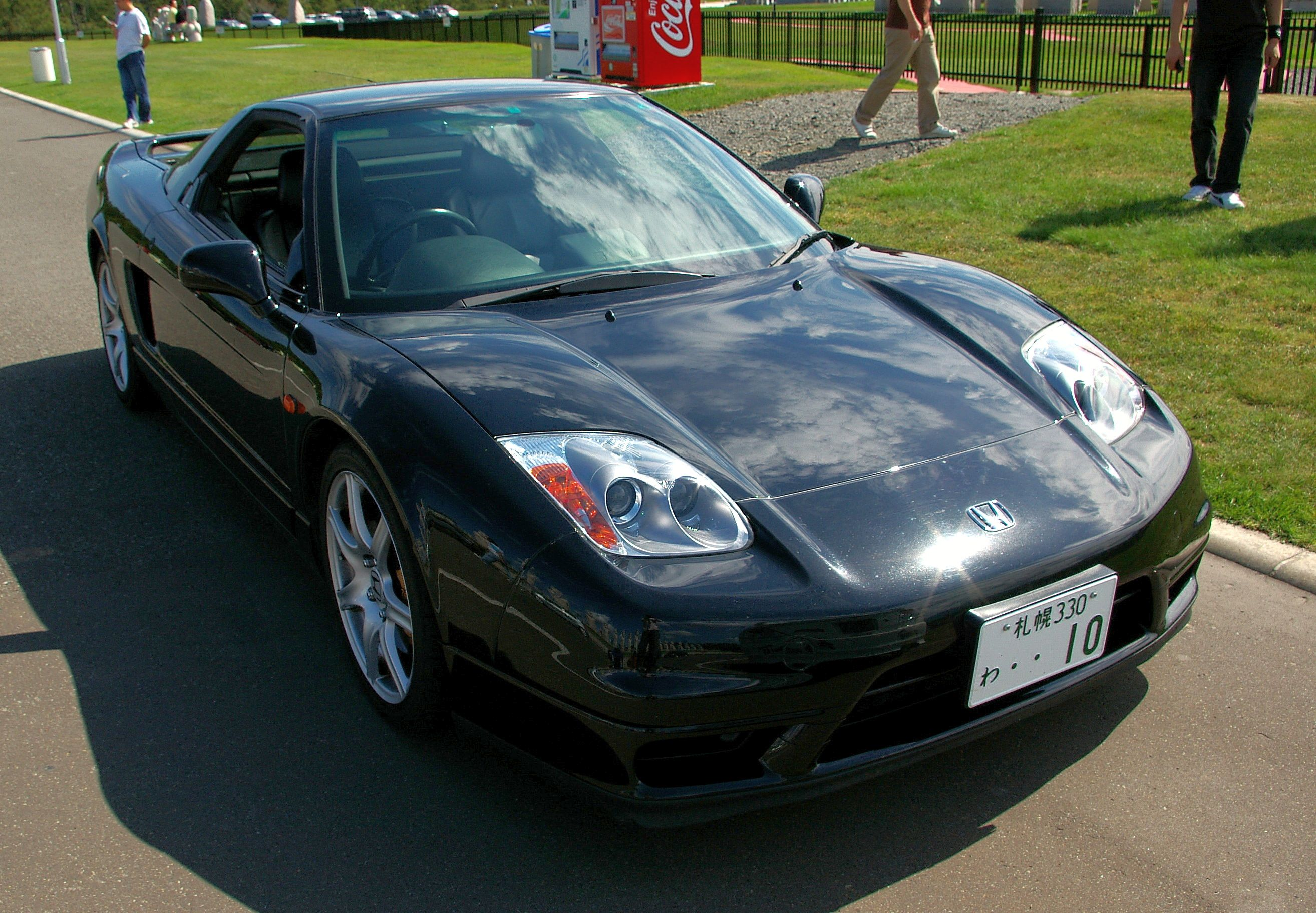
本田NSX后期车型（代号NA2）

1984年，本田委托意大利汽车设计公司宾尼法利纳为该公司设计HP-X（Honda Pininfarina Xperimental）概念车，中置后驱布局，搭载2.0升V6引擎。本田为了将其打造成为可以与意系、德系超级跑车媲美，但可靠性更高、价格更低的跑车在HP-X概念车上使用超过400项专利，HP-X的流线型外观受到F-16的启发，风阻系数达到0.25。HP-X概念车共生产3部。
1989年2月的芝加哥车展上，HP-X以NS-X（New Sportscar eXperimental）的身份被展出。配备2.7升自然吸气V6发动机（代号C27A）。NS-X原型车和最终量产版的技术主管为上原繁，而上原繁还负责了本田S2000的開發，NS-X最初的设计目标是达到法拉利328的技术水平，在项目接近完成时目标改为法拉利348。
该车车体结构和内饰设计除了参考了F-16战斗机和新干线列车之外，更采用了大量本田在一级方程式赛车上使用的技术；它是史上第一款使用全铝单体横造技术的车型，其中铝合金框架和悬挂使用了革命性的挤压成型法制造。铝制车体和前后悬挂比钢制品分别减重200千克和20千克而保证了车体轻量化。NSX还引入很多了先进技术----如四独立通道防鎖死煞車系統（四迴路ABS防鎖死煞車系統）、钛合金连杆、EPS、以及本田首度使用的ETC電子油門技术。它的底盘为前后双摇臂布局。
本田投入了大量的时间、人力、物力和精力。还邀请了日本地位崇高的前F-1赛车手中岛悟在铃鹿赛道试驾NS-X早期车型。为改进车身调校，中岛悟在铃鹿赛道进行了相当长时间的测试，此外，三届F1总冠军艾爾頓·洗拿也曾受邀在铃鹿GP比赛中为NS-X进行试驾并对其提出了很多独到的改进建议，为此本田公司送给了他2台NS-X。
NS-X量产车在1989年2月的芝加哥车展上首度亮相后又于同年的东京车展上再次亮相后受到甚多好评，跑车爱好者们对其低矮的车身，流畅的线条和前卫的座舱设计给予了相当关注。本田公司在最终量产和面市前将NS-X更名为NSX，于1990年开始通过本田Verno分店在日本发售，1991年NSX以讴歌的名义进军海外市场。

## 技术规格
第一代NSX车身高度为1170 mm（46英寸），仅比福特GT40高141.3 mm（5.56英寸），车重1350千克（自动变速箱车型1390千克）。而它的高刚度轻量化全铝车身、前后雙A臂懸吊、锻造控制臂、锻造合金轮毂等技术体现出本田公司的创新精神和在造车技术上的深厚功力。配备普利司通的轮胎。
NSX配备了3.0升自然吸气V6发动机（代号C30A），C30A将其在赛车运动中使用的技术如钛合金引擎曲轴、锻造活塞，可以在7800rpm时输出280匹马力（自动变速箱车型降低到265匹马力），在5400rpm时输出294牛米扭矩。配备4速自动变速箱或5速手动变速箱（前期）。
NSX的表面漆共使用23道工序，其中一道是将原用于飞机表面的铬酸盐处理工艺以保护全铝车身，还使用了水性漆以使车身表面更亮、色彩更鲜艳、更顺滑。
NSX的高强度车身和出色的弯道操控性得益于艾爾頓·洗拿在铃鹿赛道对其原型车最后测试阶段进行试驾后的建议。1989年-2004年间，NSX在栃木縣高根澤町的研发基地进行组装，在其產品周期后期组装工作移至铃鹿工厂。整车组装由本田公司最有经验的200名高级技工纯手工完成，而这些技工都有10年以上的工作经验。

## 媒体评价与测试成绩
在1990年12月份的杂志《国际跑车》（Sports Car International）首先披露了对NSX的评测数据，270马力（约合200kW）的3.0升发动机让该车零至百公里的加速成绩为5.03秒，四分之一英里加速成绩为13.47秒，它和法拉利348的直接对比中，取得了5.2秒的零至百公里加速成绩。
1991年Wheel杂志澳大利亚版授予NSX年度汽车（Car of The Year）奖，同年Automobile杂志授予NSX年度汽车奖。
时至今日，NSX仍被很多车主认为是相当可靠的一款车型，相当一部分NSX行驶了超过100000英里（合160000公里）无影响行驶的故障或需要召回。第一代2005年停产时，NSX已经在全球范围内有了很多狂热爱好者和车主俱乐部。很多著名汽车媒体人如AutoCar&Motor的安德鲁·弗兰克尔（Andrew Frankel）、Car的拉塞尔·巴尔金（Russel Bulgin）、Fast Lane的马克·海尔斯（Mark Hales）、Gente Motore的吉安尼·马林（Gianni Marin）和AutoMotor Und Sport的伯恩德·奥茨曼（Bernd Ostmann）等人允许将自己的名字印在NSX车身上以示自己对本田公司在NSX上体现出的技术和创新精神的赞扬。
BBC曾出版"NSX-Honda's Super Sports Car"（ISBN 0-9517751-0-3）一书，书中称赞NSX无愧于超级跑车之名。
1997年-2005年间生产的北美款式NSX-T的四分之一英里加速成绩为13.4秒，比标准版轻68公斤（149磅）的Zanardi Edition NSX成绩为13.2秒，2002年-2005年生产的日本版NSX-R在日本电视节目Best Motoring进行的四分之一英里加速测试中取得了13.1秒的成绩，这一成绩主要得益于更高的断油转速、更平滑的扭矩输出曲线、更高的传动效率、更轻的车身，以及发动机功率的提升。

## 第一代车型历史沿革

### NSX Type R（1992年-1995年）

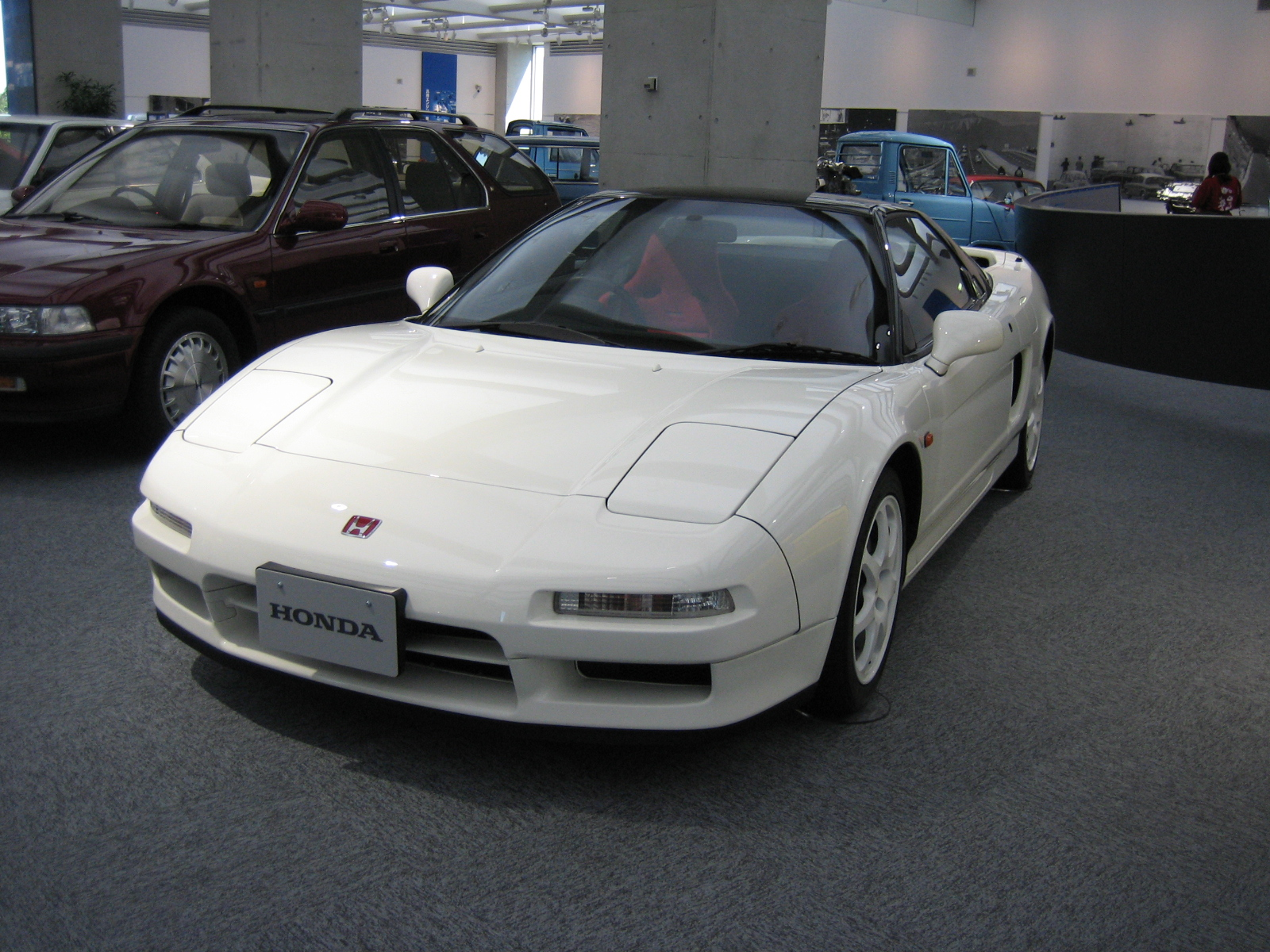
第一代NSX Type R

于1992年11月27日推出，隔音系统、音响、备胎、空调以及包括牵引力控制系统在内的大量电子设备被除去，搭配Recaro提供的座椅，电动车窗和前后座椅电动调节仍然保留，搭载Enkei提供的轮毂，同时还减轻了非悬挂重量。挡把由真皮覆盖改为钛合金，全车重量从1350公斤（3010磅）降低到1230公斤（2712磅）。
NSX因为其中置引擎布局和后悬挂行程导致该车在特定的弯道会出现明显的转向过度情况，日常驾驶中不易出现，但在注重速度的比赛中阻碍了NSX的发挥，NSX-R为此采用了更硬的套管、油液弹簧和避震器以解决转向问题。
NSX-R车型的最终传动比为了对应更高的引擎转速从4.06:1改为4.235:1，在搭配限滑差速器的情况下大大提高了加速性能，引擎使用了经过平衡处理的曲轴，由经验丰富的技工手工组装，有着更优秀的赛道表现，但舒适性下降、噪音增大成为了NSX-R的缺陷。
第一代NSX-R总计生产483辆，可选诸如包括空调、博世音响、碳纤维中控面板、碳纤维车门等配件，后期的版本引入了白色涂装的轮毂（前轮16英寸，后轮17英寸）。

### NSX-T（又名NSX Targa，1995年-2005年）
为半开篷式车型，1995年开始在日本和北美市场发行，重量只提升了60千克。除此之外，NSX-T的底盘调校更软，以增加循迹能力、舒适性和减小轮胎负担和缓解转向过度问题。
NSX-T车型的顶篷可以与车身同色，但日本版仍然将不同色顶篷列为可选配置。此外，后期的手动挡版本加入了原本只有自动挡版本才有的电子助力转向功能。

### 1997年2月改款
改款后，5速手动变速箱车型更新到6速手动变速箱，开始配备经过扩大缸径和使用了更薄的纤维强化金属汽缸套后的3.2升自然吸气V6引擎（代号C32B），在7300rpm时280匹马力，在5300rpm时输出305牛米扭矩，自动档车型仍使用原有的3.0升自然吸气V6引擎和4速自动变速箱，但换挡反应较以往更快。底盘、转向、制动、空气动力也有所调整。手动变速箱车型的代号从NA1更换到NA2。
1998年8月，《Car And Driver》杂志测试其百公里加速，成绩为4.5秒，一年后该杂志对Zanardi特别版NSX进行测试，百公里和四分之一英里加速成绩分别为4.8秒和13.2秒，此外，原280mm（11.1英寸）的刹车盘升级至298mm（11.732英寸），为使用更大的轮毂和高规格轮胎提供了保证，以及进一步轻量化的高强度铝合金轮毂，遥控钥匙等。

### NSX Type S、S ZERO（1997年）
于1997年发行，仅面向日本市场安全气囊、助力转向、定速巡航皆被除去，更换尾翼、轮毂（BBS提供）、座椅（Recaro提供）、方向盘（Momo提供），全车重量减少到1320公斤。悬挂调校更为柔软，高度缩短10毫米。S Zero车型则更为极端，它未将空调、导航和音响列为选装配置，使用BBS代工的轮毂。重量进一步减少到1270公斤。均使用相同的大号后侧倾杆。S Zero车型在2001年改款后取消。

### Alex Zanardi限量版
本田公司为纪念车手Alex Zanardi在1997年和1998年为本田/讴歌车队连续赢得两届CART冠军锦标赛，面向美国市场以讴歌的名义限量发售。全部51台均有新方程式红色涂装以纪念Zanardi在Chip Ganassi Racing比赛中的座驾。
Zanardi Edition基于Type S车型，有红线缝合的黑色真皮座椅并有Zanardi的签名，内置安全气囊，车身后部有本车序列号。因使用了固定式硬顶、更轻的后扰流板、单片后窗玻璃、轻量化BBS合金轮毂、更轻的电池组和用齿轮齿条副转向系统取代了电子助力转向，使用BBS轮圈、轻量化电池、取消电子助力转向等减重68公斤。
Zanardi 0号车供媒体测试和车展之用，1999年6月Road and Track进行的一次操控性测试中，Zanardi NSX在和道奇蝰蛇 GTS-R、路特斯Esprit、保时捷911 Carrera 4、法拉利 F355软顶版以及雪佛兰Corvette（第五代车型）的竞争中取得第二，0号车在出售前还参加了1999年7月的《Car And Driver》的测试。
Zanardi 1号车为Zanardi本人所拥有，没有北美VIN编码。2001年在，Zanardi在Lausitzring赛道发生车祸而瘫痪，为此本田对1号车的离合器、刹车和换挡机构进行了改装，2号至50号车均通过经销商向公众发售。

### 2001年12月改款
本次改款后，隐藏式前大灯改为固定式氙气大灯以降低重量，同时使用了稍宽的后胎以适应重新调校的悬挂，自动变速箱车型的代号仍然是NA1。
NSX Targa于2002年停产，本田为NSX提供各种颜色的外涂装，配以黑色或其余颜色的内饰，同时4速手自一体变速箱成为选装配置。

### NSX Type R（第二代）
2002年5月发售，继续主打轻量化，如重量更轻强度更高的固定式车顶、车身结构大范围使用碳纤维材料，包括更大更具侵略性的后扰流板、引擎盖（该车型的引擎盖使用了当时量产车中最大的单片碳纤维材料），使用Recaro的碳纤维-凯夫拉赛车座椅，还有更轻的轮毂等，使得第二代NSX-R减重100公斤（220磅）至1270千克（2800磅，若配备空调则为1290千克），配备普利司通Potenza RE070轮胎。
第二代NSX-R在日本著名车手黑泽元治的驾驶下在纽博格林赛道取得了7分56秒的成绩，与同期的法拉利360相当。
为了满足日本Super GT比赛对参赛车辆的要求（限量生产5部）。2005年本田推出NSX-R GT的特別车型，NSX Type R GT车型的车顶有着无实际功能的进气口，但在参赛车辆上该进气口为一独立高压油门供气。NSX-R GT的悬挂更低矮，车身更宽大，整车的空气动力学设计更具侵略性，该车重量以及引擎輸出跟NSX-R一致，价格高達5000万日元。
这一代的NSX-S同样仅在日本国内市场发售，重量维持在1320公斤，外观略有改动。

### 最终停产
截至2005年，NSX每年在全世界的销量仅为100辆，本田认为其经济性不佳，同时该公司也在开发高性能V10发动机，为节省开支而决定停产NSX。同年7月，本田公司宣布NSX停产并开始研发其替代者，最后一台NSX在2006年卖往美國。

### 无限（Mugen）NSX概念车
2008年的东京车展上，本田公司推出了一款其御用改装厂无限（Mugen）操刀的概念车，命名为NSX Mugen RR，其前车体更宽，采用了多槽后扩散器和可调后尾翼。使用了重新调校的3.2升V6发动机，同时还对副车架、传动系统和其他关键部件进行了重新设计，发动机安装方式从横置改为纵置，以获得更好的动力输出。

## 第二代NSX（代号NC1，2016年-2022年）

### 传言

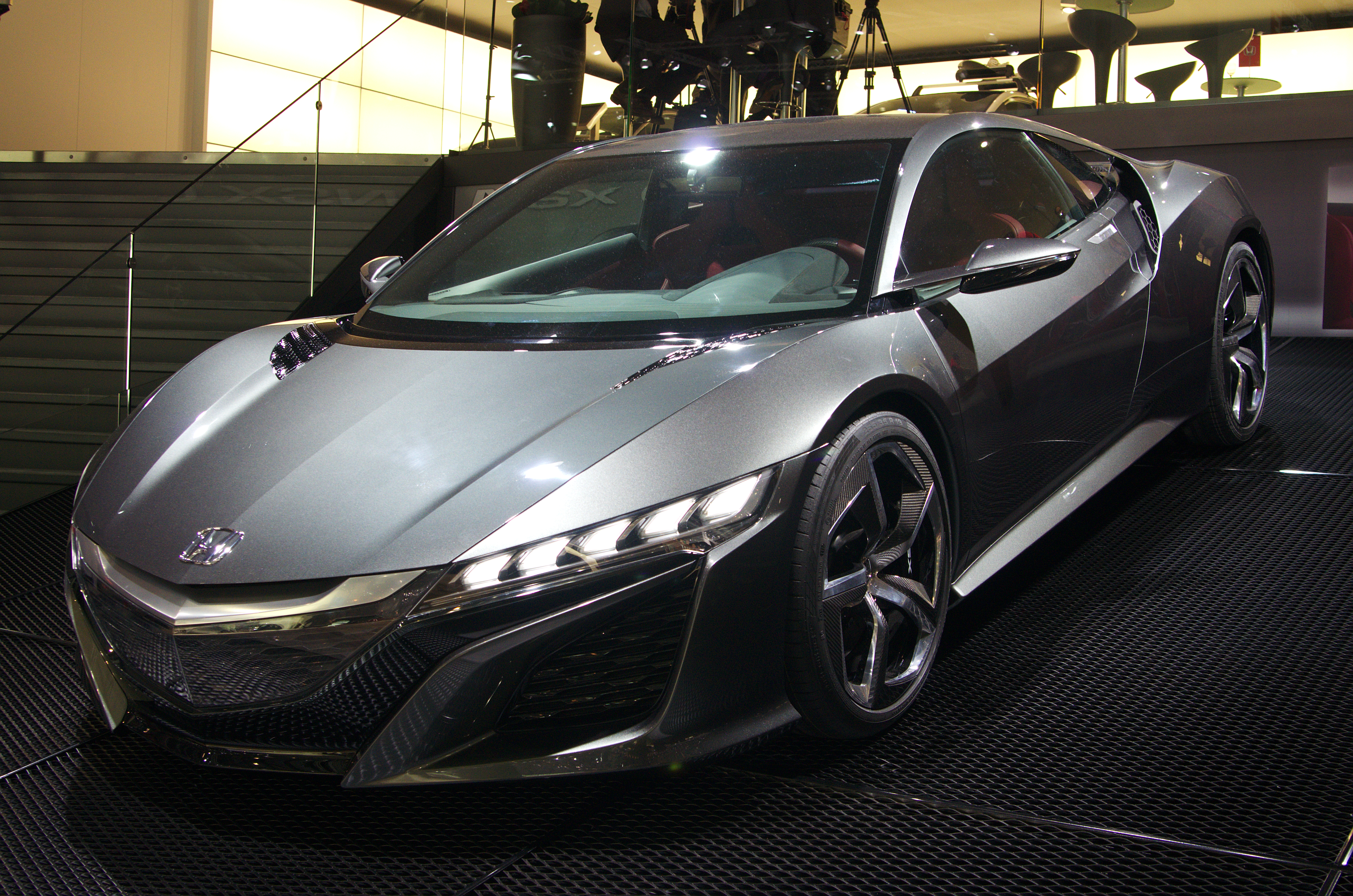
第二代NSX原型车（摄于2013年）

2007年末，本田宣布开始研发一款使用V10发动机的超级跑车，该车将基于2007年北美车展中展出的讴歌ASCC概念车而来（Advanced Sports Car Concept）。2008年6月，原型车开始在纽伯格林赛道进行测试，但在同年12月，本田公司宣布由于该公司经济状况不佳，下一代NSX的研发暂停。
2010年3月，一款名为HSV-010 GT的赛车参加同年的日本超级GT比赛，这台HSV-010 GT使用了一台功率达500匹马力（373千瓦）的3.4升V8引擎，搭载Ricardo的6速手动序列变速箱，HSV-010 GT被认为是下一代NSX的雏形。
2010年10月，一家名为“Motor Trend”的媒体报道称本田正在研发新一代NSX，将采用混合动力形式驱动。
2011年4月，另一家汽车媒体“Automotive News”也报道了本田公司正研发新一代NSX，称本田致力于开发一款极富驾驶乐趣且环保的跑车，猜测该车将使用油電混合動力。

### 量產版
2015年1月13日，本田在底特律車展發表第二代NSX的量產版，採用鋁+高拉力鋼+碳纖維製造。安裝中置的3.5升双涡轮增压V6引擎和9速双离合变速箱，採用全新的SH-AWD四輪驅動系統，另外搭配三個電動馬達，总输出581匹马力和646Nm扭矩，時速百公里加速仅需2.9秒，並因油電混合系統在高動力跑車中油耗屬節能的水準。
第二代NSX的研發工作由本田位於美國的分公司操刀，2015年夏天開始接受預訂，並於2016年5月开始在美國俄亥俄州進行量產。
Type S车型
2021年8月3日，本田宣布将于2022年底停产第二代NSX，而在停产前将推出Type S特别车型，全球限量350部。當中美國限量300部，日本限量30部，其餘20部所分配國家待定，此外还推出了“Lightweight Package”车型。
Type S车型在动力方面配备了来自NSX GT3 EVO赛车的涡轮增压器，提升了电池容量，马力和扭矩分别提升到608匹和667牛米。原有的9速双离合变速箱经过调校。搭配一套参考自NSX GT3的碳纤维外观配件以提升空气动力表现和发动机散热效果。
操控方面，Type S车型的底盘也经过调校，搭配倍耐力的轮胎和Brembo的刹车卡钳。

## 外部連結
- 本田NSX官方網站 （页面存档备份，存于）
- 讴歌NSX官方网站 （页面存档备份，存于）
- 第一代本田NSX停產的新聞稿 （页面存档备份，存于）